# Spektrum (Topologie)
Im mathematischen Teilgebiet der algebraischen Topologie werden Spektren zur Definition verallgemeinerter Homologietheorien benutzt.

## Definition
Ein Spektrum ist eine Folge punktierter Räume {\displaystyle E_{n}} mit punktierten stetigen Abbildungen
{\displaystyle \sigma _{n}\colon SE_{n}\to E_{n+1}}.
Hierbei bezeichnet {\displaystyle SE_{n}} die reduzierte Einhängung von {\displaystyle E_{n}}. 
Weil die reduzierte Einhängung linksadjungiert zur Bildung des Schleifenraums ist, entspricht {\displaystyle \sigma _{n}} einer bis auf Homotopie eindeutigen stetigen Abbildung {\displaystyle E_{n}\to \Omega E_{n+1}}.
Ein Spektrum ist ein {\displaystyle \Omega }-Spektrum, wenn die Abbildungen {\displaystyle E_{n}\to \Omega E_{n+1}} Homöomorphismen sind.
Man findet in der Literatur auch andere Definitionen. Zum Beispiel werden die oben definierten Spektren als Präspektrum und die {\displaystyle \Omega }-Spektren dann als Spektrum bezeichnet. Mit diesen Bezeichnungen kann man jedem Präspektrum {\displaystyle E_{n}} durch {\displaystyle \operatorname {colim} _{k\to \infty }\Omega ^{k}E_{n+k}} ein Spektrum zuordnen, seine Spektrifizierung.
Ein Morphismus zwischen Spektren {\displaystyle (E_{n},\sigma _{n})} und {\displaystyle (E_{n}^{\prime },\sigma _{n}^{\prime })} ist eine Familie stetiger Abbildungen {\displaystyle f_{n}\colon E_{n}\to E_{n}^{\prime }} mit {\displaystyle f_{n+1}\circ \sigma _{n}=\sigma _{n}^{\prime }\circ Sf_{n}} für alle {\displaystyle n}.

## Beispiele
- Einhängungsspektren: Für einen topologischen Raum {\displaystyle X} bildet {\displaystyle E_{n}:=S^{n}X} mit den kanonischen Homöomorphismen {\displaystyle \sigma _{n}\colon SE_{n}\to E_{n+1}} ein Spektrum. Es wird als Einhängungsspektrum {\displaystyle \Sigma ^{\infty }X} des Raumes {\displaystyle X} bezeichnet. Allgemeiner werden Spektren der Form {\displaystyle \Sigma ^{k}\Sigma ^{\infty }X} mit {\displaystyle k\in \mathbb {Z} } als Einhängungsspektren bezeichnet, wobei für ein Spektrum {\displaystyle E=(E_{n},\sigma _{n})} mit {\displaystyle \Sigma ^{k}E} das Spektrum {\displaystyle (E_{n+k},\sigma _{n+k})} gemeint ist.
- Sphärenspektrum: Das Einhängungsspektrum der {\displaystyle 0}-dimensionalen Sphäre heißt Sphärenspektrum und wird mit {\displaystyle \mathbf {S} } bezeichnet. In diesem Fall ist also {\displaystyle E_{n}=S^{n}} und {\displaystyle \sigma _{n}\colon SS^{n}\to S^{n+1}} der kanonische Homöomorphismus.
- Eilenberg-MacLane-Spektrum: Für eine abelsche Gruppe {\displaystyle G} bilden die Eilenberg-MacLane-Räume ein Spektrum mit {\displaystyle E_{n}=K(G,n)} und {\displaystyle \sigma _{n}\colon SK(G,n)\to K(G,n+1)} der durch den Satz von Whitehead gegebenen Homotopieäquivalenz. Dieses Spektrum wird auch mit {\displaystyle HG} bezeichnet.
- Thom-Spektrum: Die Thom-Räume {\displaystyle Th(\tau _{n})} der universellen Vektorbündel {\displaystyle \tau _{n}\to BO(n)} über den Graßmann-Mannigfaltigkeiten {\displaystyle BO(n)} bilden ein Spektrum {\displaystyle MO(n)}. Die Strukturabbildung ist in diesem Fall die von der klassifizierenden Abbildung {\displaystyle BO(n)\to BO(n+1)} des Vektorbündels {\displaystyle (\tau _{n}\oplus {\underline {\mathbb {R} }})\to BO(n)} induzierte Abbildung {\displaystyle \sigma _{n}:SMO(n)=STh(\tau _{n})=Th(\tau _{n}\oplus {\underline {\mathbb {R} }})\to Th(\tau _{n+1})=MO(n+1).}
- Topologisches K-Theorie-Spektrum: Dieses Spektrum ist definiert durch {\displaystyle E_{2n}=U,E_{2n+1}=\mathbb {Z} \times BU} für alle {\displaystyle n\in \mathbb {N} }, wobei {\displaystyle U} die aufsteigende Vereinigung der unitären Gruppen und {\displaystyle BU} ihr klassifizierender Raum ist.
- {\displaystyle \Omega }-Spektren: Sei {\displaystyle X} ein unendlicher Schleifenraum, dann definiert {\displaystyle E_{n}=\Omega ^{-n}X} ein {\displaystyle \Omega }-Spektrum.
- Algebraisches K-Theorie-Spektrum: Für einen kommutativen Ring {\displaystyle R} mit Eins ist {\displaystyle X=BGL^{+}(R)}, die Anwendung der Plus-Konstruktion auf den klassifizierenden Raum von {\displaystyle GL(R)}, ein unendlicher Schleifenraum und definiert deshalb ein {\displaystyle \Omega }-Spektrum.

## Homotopiegruppen von Spektren
Die k-te Homotopiegruppe eines Spektrums ist definiert durch
{\displaystyle \pi _{k}(E):=\operatorname {colim} _{n\to \infty }\pi _{n+k}E_{n}}.
Die Homotopiegruppen eines Einhängungsspektrums {\displaystyle E_{n}=S^{n}X} werden als stabile Homotopiegruppen von {\displaystyle X} bezeichnet:
{\displaystyle \pi _{k}^{s}(X):=\pi _{k}(\Sigma ^{\infty }X)}.
Für {\displaystyle \Omega }-Spektren gilt bereits {\displaystyle \pi _{k}(E)=\pi _{k}(E_{0})}.

### Beispiele
- Die stabilen Homotopiegruppen der Sphären sind die Homotopiegruppen des Sphärenspektrums {\displaystyle \mathbf {S} }.
- Die algebraische K-Theorie {\displaystyle K_{i}(R)} eines kommutativen Ringes {\displaystyle R} mit Eins erhält man für {\displaystyle i\geq 1} per Definition als Homotopiegruppen des algebraischen K-Theorie-Spektrums.
- Die Kobordismusgruppe unorientierter {\displaystyle n}-Mannigfaltigkeiten ist isomorph zur {\displaystyle n}-ten Homotopiegruppe des Thom-Spektrums.

### Äquivalenzen
Für Morphismen von Spektren gilt das folgende Analogon zum Satz von Whitehead:
Ein Morphismus von Spektren induziert genau dann einen Isomorphismus aller Homotopiegruppen, wenn der induzierte Morphismus in der Homotopie-Kategorie der Spektren ein Isomorphismus ist. Solche Abbildungen heißen Äquivalenzen.

## Verallgemeinerte Homologietheorien
Ein Spektrum definiert eine (reduzierte) verallgemeinerte Homologietheorie durch
{\displaystyle {\tilde {E}}_{k}(X):=\left[\Sigma ^{k}\mathbf {S} ,E\wedge X\right]},
wobei {\displaystyle E\wedge X} das mit Hilfe des Smash-Produktes durch {\displaystyle (E\wedge X)_{n}:=E_{n}\wedge X} definierte Spektrum bezeichnet.
Insbesondere ist {\displaystyle {\tilde {E}}_{k}(S^{0})=\pi _{k}(E)}.

### Beispiel
{\displaystyle MO_{k}(X)} ist isomorph zur Kobordismusgruppe singulärer {\displaystyle k}-Mannigfaltigkeiten in {\displaystyle X}.

## Verallgemeinerte Kohomologietheorien
Jedes Spektrum {\displaystyle E} definiert eine verallgemeinerte (reduzierte) Kohomologietheorie durch
{\displaystyle {\widetilde {E}}^{k}(X):=\operatorname {colim} _{n\to \infty }\left[S^{n}X,E_{n+k}\right]}
für topologische Räume {\displaystyle X}, wobei {\displaystyle \left[.,.\right]} die Homotopieklassen punktierter stetiger Abbildungen bezeichnet. (Man sagt, die Kohomologietheorie wird durch das Spektrum dargestellt.)
Die zugehörige unreduzierte Kohomologietheorie wird mit {\displaystyle E^{*}(X)} bezeichnet.

### Beispiele
Das Eilenberg-MacLane-Spektrum {\displaystyle K(G,n)} definiert die singuläre Kohomologie {\displaystyle H^{*}(X;G)}, das topologische K-Theorie-Spektrum definiert topologische K-Theorie.

### Berechnung
Verallgemeinerte Kohomologiegruppen {\displaystyle E^{*}} eines Raumes {\displaystyle X} können oft mit Hilfe der Atiyah-Hirzebruch-Spektralsequenz berechnet werden. Diese ist eine gegen {\displaystyle E^{*}(X)} konvergierende Spektralsequenz mit {\displaystyle E_{2}}-Term 
{\displaystyle E_{2}^{pq}=H^{p}(X;E^{q}(X))},
wobei {\displaystyle H^{*}(.;E^{q}(X))} singuläre Kohomologie mit Koeffizienten-Gruppe {\displaystyle E^{q}(X)} bezeichnet.

### Brownscher Darstellbarkeitssatz
Aus dem Brownschen Darstellbarkeitssatz folgt, dass sich jede reduzierte verallgemeinerte Kohomologietheorie durch ein {\displaystyle \Omega }-Spektrum darstellen lässt.

## Smash-Produkt
Für ein Spektrum {\displaystyle E=(E_{n},\sigma _{n})} und einen Raum {\displaystyle X} definiert man das Spektrum {\displaystyle E\wedge X} durch {\displaystyle (E\wedge X)_{n}:=E_{n}\wedge X} und die Strukturabbildungen {\displaystyle \Sigma _{n}\wedge id_{X}}.
Es gibt eine auf Adams zurückgehende Konstruktion, die zwei Spektren {\displaystyle E} und {\displaystyle F} ein Smash-Produkt {\displaystyle E\wedge F} zuordnet, welches die folgenden Eigenschaften hat:
- Das Smash-Produkt ist ein kovarianter Funktor beider Argumente.
- Es gibt natürliche Äquivalenzen {\displaystyle \alpha \colon (E\wedge F)\wedge G\to E\wedge (F\wedge G),\tau \colon E\wedge F\to F\wedge E,l\colon \mathbf {S} \wedge E\to E,r\colon E\wedge \mathbf {S} \to E,\Sigma \colon \Sigma E\wedge F\to \Sigma (E\wedge F)}.
- Für jedes Spektrum {\displaystyle E} und jeden CW-Komplex {\displaystyle X} gibt es eine natürliche Äquivalenz {\displaystyle e\colon E\wedge X\to E\wedge \Sigma ^{\infty }X}. Insbesondere {\displaystyle \Sigma ^{\infty }(X\wedge Y)\simeq \Sigma ^{\infty }X\wedge \Sigma ^{\infty }Y} für alle CW-Komplexe {\displaystyle X,Y}.
- Wenn {\displaystyle f\colon E\to F} eine Äquivalenz ist, dann auch {\displaystyle f\wedge id_{G}\colon E\wedge G\to F\wedge G}.
- Für eine Familie {\displaystyle \left\{E_{\Lambda }\right\}} von Spektra ist {\displaystyle \left\{i_{\Lambda }\wedge id_{F}\right\}\colon \vee _{\Lambda }(E_{\Lambda }\wedge F)\to (\vee _{\Lambda }(E_{\Lambda }))\wedge F} eine Äquivalenz.
- Wenn {\displaystyle A\to B\to C} eine Kofaserung von Spektra ist, dann auch {\displaystyle A\wedge E\to B\wedge E\to C\wedge E}.

## Ringspektren
Ein Ringspektrum ist ein Spektrum {\displaystyle R} mit einem Smash-Produkt {\displaystyle \wedge } und mit Morphismen
{\displaystyle \mu \colon R\wedge R\to R,\epsilon \colon \mathbf {S} \to R,}
{\displaystyle \alpha \colon R\wedge (R\wedge R)\to (R\wedge R)\wedge R,\lambda \colon \mathbf {S} \wedge R\to R,\rho \colon R\wedge \mathbf {S} \to R},
die den Bedingungen 
{\displaystyle \mu \circ (\mu \wedge id)\circ \alpha =\mu \circ (id\wedge \mu )\colon R\wedge (R\wedge R)\to R}
{\displaystyle \mu \circ (\epsilon \wedge id)=\lambda \colon \mathbf {S} \wedge R\to R,\mu \circ (id\wedge \epsilon )=\rho \colon R\wedge \mathbf {S} \to R}
genügen.